# Christian Unzicker
Christian Unzicker (* 8. Juli 1806 auf dem Windhof Weilburg; † 19. März 1891 in Peru, Illinois, USA) war ein deutscher Landwirt (Hofverwalter) und Mitglied des Nassauischen Landtags.

## Leben
Christian Unzicker war ein Sohn des Predigers und Hofbeständers auf dem Windhof, Johannes Unzicker (* 1778; † 1846), Hofverwalter auf dem Windhof Weilburg und Prediger der Mennoniten-Gemeinde des Herzogtums Nassau. Seine Mutter war Barbara Nafziger († 1833). Nach dem Tod seines Vaters übernahm er die Bewirtschaftung des Henriettenthaler Hofes und später des Hofes Vetzberg bei Gießen.
Aus der Gruppe der Grundbesitzer des Wahlkreises XI Idstein/Wehen erhielt er 1848 ein Mandat für die Erste Kammer der Ständeversammlung des Herzogtums Nassau. Er blieb bis 1851 in dem Parlament. Er wanderte mit seiner Familie 1873 nach Amerika aus (Ankunft am 1. November 1873 in New York).